# Ernst Voges

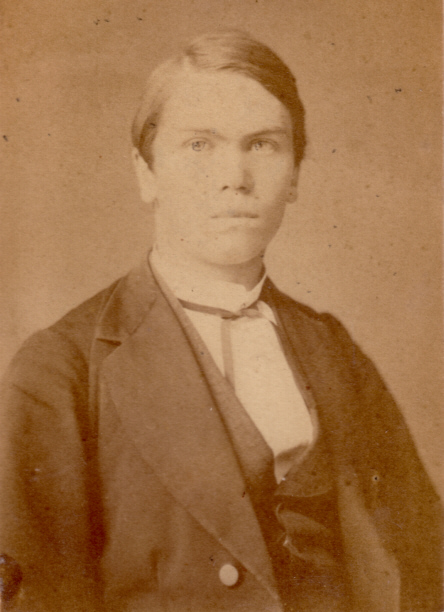
Ernst Voges als Student in Göttingen im Jahre 1876

Ernst Heinrich Wilhelm Voges (* 16. April 1854 in Heisede; † 15. Januar 1932 in Hannover) war ein deutscher Privatgelehrter und Schriftsteller.

## Leben
Ernst Voges wurde 1854 in Heisede als Sohn eines Landwirts und Bahnbeamten geboren. In seiner Jugend besuchte er die dortige Dorfschule und ging ab 1865 für zwei Jahre nach Sarstedt auf eine Privatschule. Nach einem weiteren Jahr auf der Dorfschule erhielt er wieder Privatunterricht, dieses Mal von dem Dorf-Pastor. Mit 16 Jahren wechselte er für ein halbes Jahr auf die Präparandenanstalt in Burgdorf. Danach begann er ein Studium der Naturwissenschaften am Polytechnikum in Hannover und trat für kurze Zeit in eine dortige Landsmannschaft ein. Die Studien brachten ihn in seinem Streben nach naturwissenschaftlichen Kenntnissen jedoch nicht sonderlich voran, weshalb er sich im Selbststudium auf das Realgymnasium vorbereitete und 1872 schließlich in die Prima des Realgymnasiums in Hannover aufgenommen wurde, wo er dann 1874 seine Hochschulreife erlangte. Nun folgte ein Studium der Naturwissenschaften an der Georg-August-Universität in Göttingen, wo er 1877 in die Verbindung und spätere Burschenschaft Holzminda eintrat. Nach seiner Promotion 1878 wurde er für kurze Zeit Assistent am zoologischen Institut. Im Anschluss an seinen Militärdienst in Hannover, welcher aufgrund einer Verletzung vorzeitig beendet werden musste, betätigte er sich als Schriftsteller. Er schrieb unter anderem in Westermanns Monatsheften, der Leipziger Illustrierten Zeitung, in Vom Fels zum Meer, in der Kölner Zeitung, in der Frankfurter Zeitung, im Hannoverschen Courier und in der Weser-Zeitung. Als Berichterstatter bereiste er neben Holland auch Dänemark, Schweden und Norwegen. 1888 übernahm Voges die Redaktion des Hannoverschen Tageblatts und trat später in die Redaktion des Hannoverschen Couriers ein. 1904 zog er wieder in sein Heimatdorf Heisede, blieb jedoch freier Mitarbeiter. Er widmete sich jedoch in den folgenden Jahren hauptsächlich naturwissenschaftlichen Studien – vor allem Myriapoden-Studien und phytopathologischen Untersuchungen – und veröffentlichte in verschiedenen wissenschaftlichen Fachzeitschriften. Später zog er nach Hannover, wo er 1932 starb.

## Veröffentlichungen (Auswahl)
- Beiträge zur Kenntniss der Juliden. Dissertation Göttingen 1878. Leipzig 1878.
- An der See, Reisebriefe aus dem Moore und von der Nordsee. Emden 1884.
- Bearbeitung der 3. Auflage von: Matthias Jakob Schleiden: Das Meer. Braunschweig 1888.
- Ferdinand Wallbrecht. Ein Lebensbild. Hannover 1906.
- Der Obstbau. Leipzig 1906.
- Sein Lebensbild in: B. Lundius (Hrsg.): Alte-Herren-Zeitung der Burschenschaft Holzminda Göttingen. 27. Jahrgang, Pinneberg 1925, S. 73–78 und 85–88.